# Adoncholaimus punctatus
Adoncholaimus punctatus är en rundmaskart som först beskrevs av Nathan Augustus Cobb 1914.  Adoncholaimus punctatus ingår i släktet Adoncholaimus och familjen Oncholaimidae. Inga underarter finns listade i Catalogue of Life.